# Nowosiółki (rejon kamieński )
Nowosiółki  (ukr. Новосілки) – wieś na Ukrainie, w obwodzie wołyńskim w rejonie kamieńskim. Liczy 484 mieszkańców.
Do 2020 w rejonie maniewickim.